# Departamento Goya
Das Departamento Goya liegt im Südwesten der Provinz Corrientes im Nordosten Argentiniens. Sie ist eine von 25 Verwaltungseinheiten der Provinz.
Im Norden grenzt es an das Departamento Lavalle, im Osten an das Departamento Curuzú Cuatiá, im Süden an das Departamento Esquina und im Westen, getrennt durch den Fluss Paraná, an die Provinz Santa Fe.
Die Hauptstadt des Departamentos Goya ist die gleichnamige am Río Paraná gelegene Stadt Goya.

## Städte und Gemeinden
Das Departamento Goya gliedert sich in zwei Gemeinden:
- Goya
- Colonia Carolina

Zudem finden sich im Departamento zahlreiche weitere Ortschaften und Kleinstsiedlungen.